# Dombeya elliptica
Dombeya elliptica är en malvaväxtart som beskrevs av Boj.. Dombeya elliptica ingår i släktet Dombeya och familjen malvaväxter. Inga underarter finns listade i Catalogue of Life.